# Petite rivière Opinaca
Pour les articles homonymes, voir Opinaca.
La Petite rivière Opinaca est un affluent de la rivière Opinaca laquelle s'écoule sur la rive nord de la rivière Eastmain. Cette dernière coule vers l'ouest pour se déverser sur le littoral Est de la baie James. La « Petite rivière Opinaca » coule vers l'ouest dans la municipalité de Eeyou Istchee Baie-James, dans la région administrative du Nord-du-Québec, au Québec, au Canada.

## Géographie
Les principaux bassins versants voisins de la « Petite rivière Opinaca » sont :
- côté nord : rivière Opinaca ;
- côté est : ruisseau Pictalanipi ;
- côté sud : ruisseau Kasapawatach, rivière Eastmain ;
- côté ouest : rivière Opinaca.

La « Petite rivière Opinaca » prend sa source actuelle au pied du barrage du réservoir Opinaca (altitude : 216 m). L'ancien cours supérieur de la rivière a été immergé à la suite de l'aménagement du réservoir Opinaca.
À partir du barrage du réservoir Opinaca, le cours actuel de la rivière coule à priori vers le nord-ouest sur 3,6 km  jusqu'à la rive sud-est du lac Kauputauchechun, en recueillant la décharge (venant du nord-est) de six petits lacs situés tout près, en contrebas d'un barrage de retenu du réservoir Opinaca.
Le courant traverse le lac Kauputauchechun (comportant deux parties réunies par un court détroit) sur 9,8 km sur sa pleine longueur vers le nord-ouest. Puis la rivière continue son cours sur 25,8 km vers le sud-ouest, en recueillant les eaux de deux tributaires venant du côté sud. À son embouchure, la Petite rivière Opinaca se déverse dans la rivière Opinaca face à deux îles.

## Toponymie
Le terme « Opinaca » pourrait vouloir dire, en cri, « rivière droite ou rétrécie ».
Le toponyme « Petite rivière Opinaca » a été officialisé le 5 décembre 1968 à la Commission de toponymie du Québec.